# Jonna Geagea
Jonna Elina Geagea, nata Kosonen (Helsinki, 3 settembre 1977), è una cantante finlandese, ex componente delle Nylon Beat.

## Biografia
Jonna Geagea è salita alla ribalta nel 1995 come metà, insieme ad Erin Anttila, del duo Nylon Beat, uno dei gruppi pop di maggior successo nella storia della Finlandia, con oltre 450.000 dischi venduti, e sei dischi di platino e un disco d'oro.
Dopo lo scioglimento delle Nylon Beat alla fine del 2003, la cantante ha partecipato come Jonna K al programma di selezione del rappresentante finlandese per l'Eurovision Song Contest 2004 cantando Like Believers Do e piazzandosi quarta su sei finalisti. Il singolo ha comunque goduto di successo commerciale, raggiungendo l'8ª posizione della Suomen virallinen lista. Nello stesso anno ha recitato nel musical La febbre del sabato sera, e ha fondato il gruppo rock Jonna's Problem, che ha pubblicato un album eponimo nel 2006.
Nel 2010 la cantante ha pubblicato il suo primo album come solista, Katso mua, che ha raggiunto il 24º posto nella classifica finlandese. Nel 2019 ha partecipato al programma televisivo a tema canoro Tähdet, tähdet, trasmesso su MTV3.

## Discografia

### Album in studio
- 2010 – Katso mua

### Singoli
- 2004 – Like Believers Do
- 2010 – Taasko se alkaa?
- 2010 – Katso mua
- 2010 – Onnelliset (con i Vesterinen Yhtyeineen)
- 2010 – Kotimatka
- 2017 – Pumppaa
- 2017 – Arpia polvissa
- 2018 – Tuo nainen
- 2019 – Maailman laidalla
- 2019 – Jos et sä soita
- 2019 – Can't Take My Eyes Off You
- 2019 – Siskon lasten vanhoja vaatteita

### Collaborazioni
- 2019 – Paluu tulevaisuuteen (Erin Anttila feat. Jonna Geagea)